# Planegger Straße 15

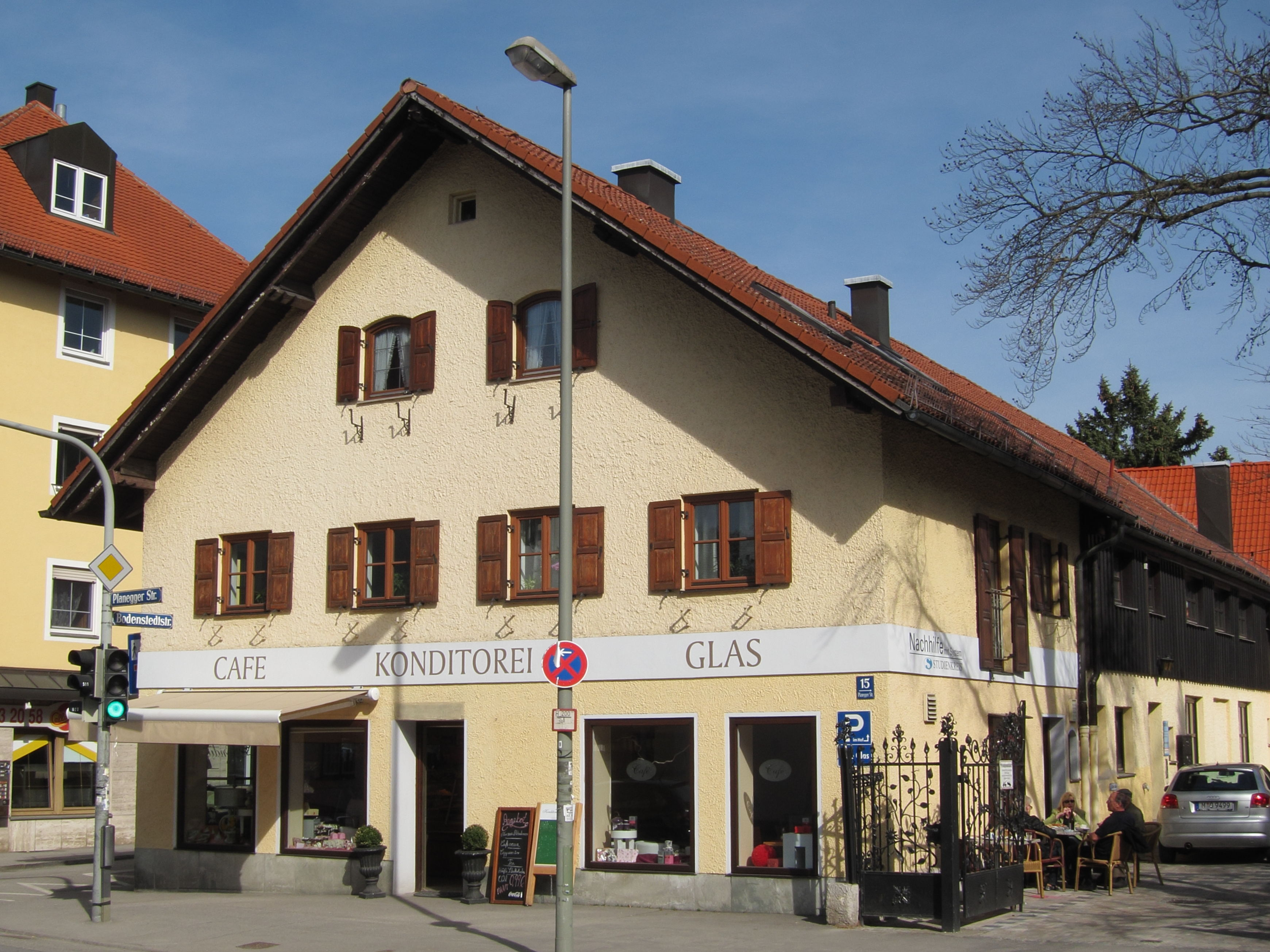
Haus Planegger Straße 15 im Stadtteil Pasing von München

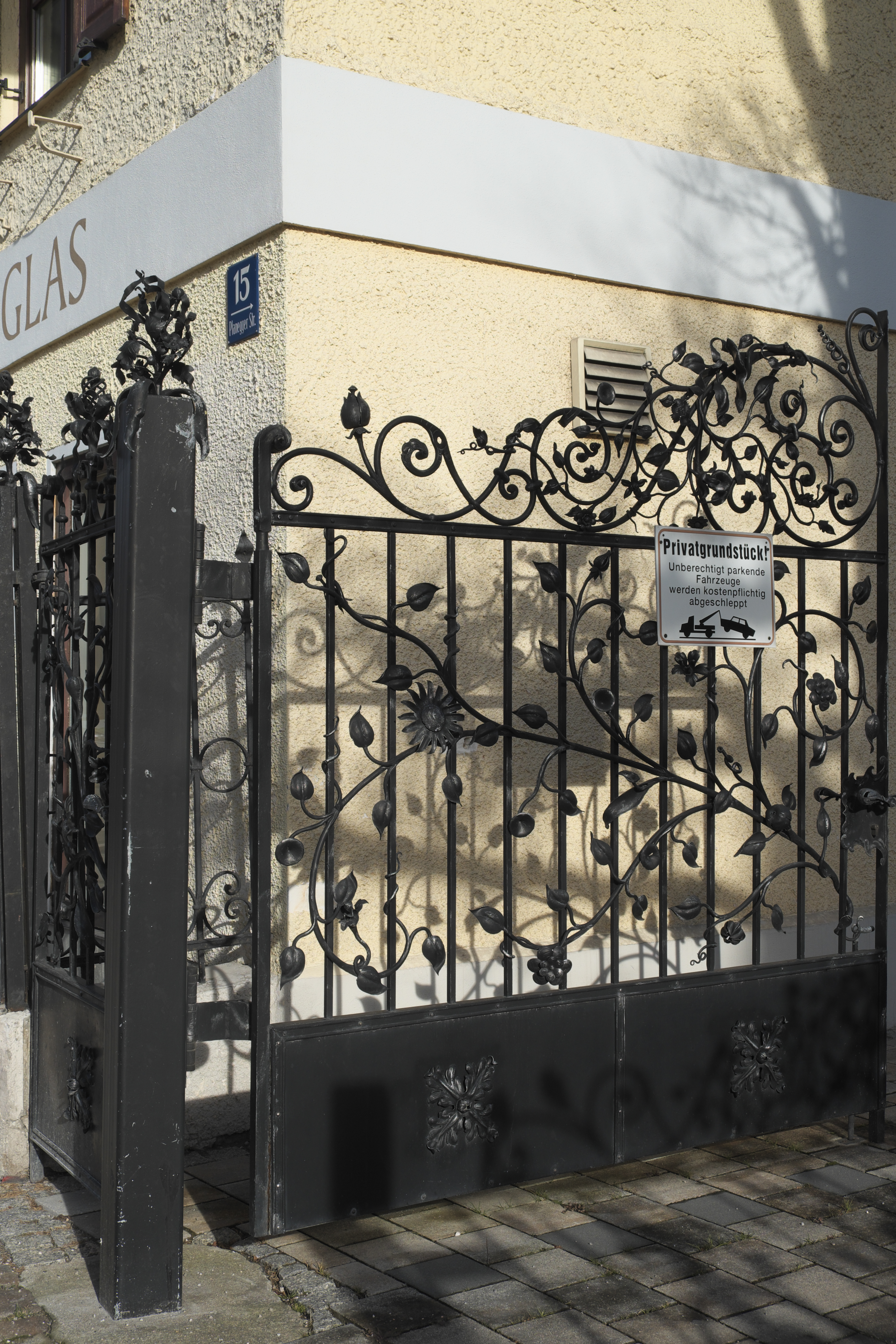
Hofgitter

Das Gebäude Planegger Straße 15 im Stadtteil Pasing der bayerischen Landeshauptstadt München wurde im 19. Jahrhundert errichtet. Das ehemalige Bauernhaus an der Planegger Straße ist ein geschütztes Baudenkmal.
Der zweigeschossige Satteldachbau mit Wohnteil im Westen und Wirtschaftsteil nach Osten, wurde Mitte des 19. Jahrhunderts errichtet. Im Wirtschaftsteil, der um 1900 entstand, sind Preußische Kappen eingezogen. Das Anwesen gehört zum Ensemble ehemaliger Ortskern Pasing.
Das neubarocke Hofgitter entstand um 1900.